# Sancho I de Aragão

Timbre usado por Sancho I de Aragão

Sancho I de Aragão também chamado Sancho Ramires (c. 1043 — 4 de Junho de 1094) foi rei de Aragão entre 1063 e 1094 e de Pamplona entre 1076 e 1094. Conhecido como Sancho I de Aragão e como V de Pamplona. Filho de Ramiro I de Aragão e Ermesinda de Foix, casou-se em primeiras núpcias, possivelmente em 1065, com Isabel de Urgel de onde nasceria o futuro rei Pedro I.

## Biografia
Sucedeu a seu pai com 18 anos de idade, em 1063. Tomou Barbastro aos muçulmanos, em 1064, em união com Ermengol III de Urgel, conde de Urgel, que morreu na contenda, ainda que no ano seguinte, Amade Almoctadir rei da Taifa de Saragoça, reagiu solicitando a ajuda de todo o Alandalus, convocando à jiade e voltando a recuperar Barbastro em 1065. Há que recordar que Barbastro era capital do distrito nordeste do reino de Saragoça, e chave da rica várzea do Cinca, além de sede de um importante mercado.
Em 1068 Sancho Ramírez viaja a Roma para consolidar o jovem Reino de Aragão oferecendo em vassalagem ao Papa. Este vínculo está documentado inclusive na quantia do tributo de 600 marcos de ouro ao ano que devia pagar ao Estado Pontifício o Reino de Aragão. Alegou-se uma possível ligação desta relação feudo-vasalática com as armas de linhagem e a cor dos fios das fitas de lemnisco das quais pendiam os selos papais com o emblema de paus de ouro de gules que constituirá, a partir de Afonso II de Aragão, o sinal real do rei de Aragão.
O rei de Navarra, Sancho Garcês IV de Pamplona, primo de Sancho Ramires, foi assassinado pelo seu próprio irmão Ramón em 1076 que numa caçada o lançou de uma elevada rocha. Os navarros, não querendo ser governados pelo fratricida, elegeram para seu rei Sancho Ramires, o qual incorporou a coroa de Pamplona à de Aragão.
Em 1078 devastou os campos de Saragoça, construiu a fortaleza de Castellar, e mais tarde obrigou a pagar tributo o rei muçulmano dessa cidade. Em 1083 apoderou-se do castelo de Graus, de Piedratajada e de Ayerbe que mandou repovoar. A conquista da planície ia-se assegurando com a construção de castelos que serviam de rampa de lançamento para as conquistas e posteriormente como protecção das terras conquistadas.
Mandou construir os castelos de Loarre, Obanos, Montearagão, Artasona, Castiliscar, etc.
No ano 1086, tendo conquistado Monzón, ofereceu esta praça com título de reino ao seu filho o infante Pedro, que já o era de Sobrarbe e Ribagorza.
Para estabelecer relações cordiais com Castela, ajudou a Afonso VI na batalha de Sagrajas (1086) e na defesa de Toledo (1090) e, finalmente, assinou um tratado de ajuda mútua com El Cid Campeador (1092).
Completou o cerco de Huesca fortificando Abiego, Labata e Santa Eulalia la Mayor (1092).
Morreu a 4 de Junho do ano de 1094 de uma flecha que recebeu ao sitiar Huesca. O seu corpo foi levado para o mosteiro de Montearagão, e transferido posteriormente para o de San Juan de La Peña.
Durante o seu reinado o rito romano foi introduzido em diversos mosteiros sob a sua jurisdição (1071).

## Matrimonio e descendência
Casou-se em primeiras núpcias, possivelmente em 1062/1063, com Isabel de Urgel, filha do conde Armengol III de Urgel e de Clemência de Bigorre. Divorciou-se em 1071. Desta união nasceu:
1. Pedro I de Aragão ou Pedro I Sanches "o Católico" (cerca 1068 - 1104), rei de Pamplona e Aragão em (1094 - 1104) casou por duas vezes, a primeira em Jaca no ano de 1086 com Inês da Aquitânia (morreu 6 junho 1095)[10] e a segunda em Huesca no dia 16 de Agosto de 1097 com Berta.

Casou-se em segundas núpcias cerca de 1071 com Felicia de Roucy, filha do conde Hilduino IV de Montdidier. Desta união nasceram:
1. Fernando Sanchez de Aragão (ca. 1071 - 1086), chamado Fernando em homenagem ao irmão de seu avô paterno.[12]
2. Afonso I de Aragão ou Afonso I Sanches "o Batalhador" (1073 - 15 de Setembro de 1134), rei de Pamplona e Aragão em 1104 - 1134, casado com Urraca I de Leão e Castela.
3. Ramiro II de Aragão ou Ramiro II Sanches "o Monge" (24 de abril de 1086 - 24 de agosto de 1157), rei de Aragão em 1134 - 1137, casado com Inês da Aquitânia.